# Consell Comarcal de la Cerdanya
El Consell Comarcal de la Cerdanya és l'òrgan d'autogovern de la comarca de la Cerdanya. La seu del consell es troba a la capital comarcal, Puigcerdà. El consell està format per 19 consellers des de la seua fundació, els quals trien per majoria simple al president de l'ens. L'actual President des del 6 d'agost de 2021 n'és n'Isidre Chia i Trilles, de Junts per Catalunya (JxCAT).

## Història
L'origen de la institució es remunta a l'any 1983 quan s'aprovà la llei d'alta muntanya, sobre la qual pocs anys després, el 1985, s'establí el Consell de Muntanya de la Cerdanya. Amb l'aprovació el 4 d'abril de 1987 de la llei sobre l'organització comarcal de Catalunya es creà l'any 1988 l'actual Consell Comarcal de la Cerdanya. El Consel Comarcal de la Cerdanya es va fundar, com tots els de Catalunya, sota l'empar de la llei 6/1987 de creació del consells comarcals, posteriorment modificada el 2003 (decret 4/2003).

### La seu
L'actual seu del Consell Comarcal de la Cerdanya des de l'any 1995 és la "Quinta Eulàlia", també coneguda com a "Casa Fabra" o Torre Viladomiu, sent inaugurada el mateix any pel conseller en cap de la Generalitat de Catalunya, Artur Mas i Gavarró. Anteriorment, la seu es trobava a un pis del carrer d'Espanya de Puigcerdà, que havia estat seu des de 1985 dels Consell de Muntanya i posteriorment de l'ens comarcal.

### 1879 – La Quinta Eulàlia
Tota la reforma militar, tant de Puigcerdà com de la casa Fabra, sortosament no es va utilitzar mai. Així, cap al 1880 es dona permís per enderrocar portals i muralles. El seu prestigi bèl·lic la va col·locar en el mapa pels barcelonins, els quals la van triar com a lloc d’estiueig.
Es van començar a construir torres, també batejades per la premsa local com a “quintas”, que prenien el nom de la mestressa. Començava el fenomen del turisme a la comarca.
La Casa Fabra, sobrevivent de les guerres carlines, també va passar a formar part de l’anomenada “colonia veraniega”, integrada per industrials i polítics, principalment barcelonins, que portaren a Puigcerdà l’esplendor i els moviments culturals de la capital catalana.
Per deutes contrets, Joan Fabra i Floreta va vendre la casa a Joan Buxareu i Farran el 29 de juliol de 1879, qui va rebatejar la casa amb el nom de Quinta Eulàlia, en honor a la seva esposa Eulàlia Juncadella Uliva.
La família serà present en les temporades d’estiu formant part de la renaixença cultural cerdana que tingué lloc a les darreries del segle XIX i principis del XX, al voltant del Casino Ceretà. La participació dels Buxareu també es vinculà amb les diverses activitats de la població, com era la Festa de l’Estany.
Joan Buxareu morí el 1888 a Barcelona i la seva esposa Eulàlia el 1910 a la Quinta Eulàlia. Els seus tres fills, Jacinta (casada amb l'Antoni Reynés Gurguí), Jeroni (casat amb la María Grau Pons) i Joan, van ser els hereus. Per defunció dels seus germans i la venda o renúncia de les hereves a la seva part de la casa, Joan Buxareu Juncadella va quedar com el definitiu propietari. Aquest va tenir un fill, Joan Antoni Buxareu Alegret, que va ser el darrer propietari de la Quinta Eulàlia.

### 1946 – La Torre Viladomiu
El 20 de juliol de 1946 Joan Buxareu va vendre la casa a Jacint Viladomiu Queraltó, membre d’una de les famílies industrials més importants de Catalunya. Amb el nou propietari, desapareixen les plaques de marbre que presidien la façana i la casa torna a canviar de nom, esdevenint la “Torre Viladomiu”, encara que popularment també s'esmentava com la del “Torreó”.

### 1995 – El Consell Comarcal de la Cerdanya
El 1995, els fills de Jacint Viladomiu, Eduard i Ramon Viladomiu Egozcue, van vendre al Consell Comarcal de la Cerdanya la part de la finca on hi és la casa, la qual incloïa també la cotxera, situada a l’Extrem sud del jardí.
La casa i el “Torreó”, localitzat a l’extrem nord-oest de la finca, figuren en el catàleg d’edificis del Pla Intermunicipal de Puigcerdà pel seu valor arquitectònic i històric. Per aquest motiu, el Consell Comarcal de la Cerdanya va tenir molt clar que les façanes de l’edifici eren un element a conservar, restaurar i potenciar.

## Presidents
| President                | Inici del mandat | Fi del mandat | Partit | Partit |
| Josep Tajà i Alsina      | 1988             | 1995          |        | CiU    |
| Joan Pous i Porta        | 1995             | 1999          |        | CiU    |
| Pere Moya i Gràcia       | 1999             | 2001          |        | CiU    |
| Joan Pous i Porta        | 2001             | 2009          |        | CiU    |
| Esteve Maurell i Meya    | 2009             | 2011          |        | PSC    |
| Ramon Moliner i Serra    | 2011             | 2019          |        | CiU    |
| Roser Bombardó i Bagaria | 2019             | 2021          |        | ERC    |
| Isidre Chia i Trilles    | 2021             | -             |        | JxCAT  |

## Composició
| Candidatura | Candidatura | 1987 | 1991 | 1995 | 1999 | 2003 | 2007 | 2011 | 2015 | 2019 |
|             | CiU/JUNTS   | 15   | 13   | 12   | 10   | 10   | 9    | 12   | 13   | 9    |
|             | PSC         | 2    | 2    | 2    | 1    | 1    | 2    | 2    | 0    | 0    |
|             | ERC         | 1    | 2    | 2    | 5    | 7    | 8    | 1    | 3    | 7    |
|             | AP/PPC      | 1    | 0    | 0    | 0    | 0    | 0    | 0    | 0    | 0    |
|             | ICV-EUiA    |      |      | 0    |      | 1    | 0    | 0    |      |      |
|             | Ind/EC      | 0    | 2    | 3    | 3    |      |      | 4    | 3    | 3    |
| Total       | Total       | 19   | 19   | 19   | 19   | 19   | 19   | 19   | 19   | 19   |
| Fonts:      |             |      |      |      |      |      |      |      |      |      |